# Pyjamasklubben
Pyjamasklubben (originaltitel: The Sleepover Club) är en australisk dramaserie inspelad mellan 2003 och 2006. Den visas på SVT:s Barnkanalen. TV-serien är baserad på en bokserie av Rose Impey. Pyjamasklubben har spelats in i två säsonger.

## Handling

### Första säsongen
Pyjamasklubben handlar om fem flickor som bor i Australien och alla är bästa kompisar. De håller varje vecka en "sleepover" hos någon av flickorna. Flickorna heter Kenny (den sportiga, heter egentligen Kendra), Fliss (som egentligen heter Felicity, är den flickiga och modeintresserade), Frankie (är ledaren som egentligen heter Fransesca), Rosie (är en blivande journalist) och Lyndz (är den konstnärliga och hästintresserade och som egentligen heter Lindsay). De är alla olika men är ändå bästa vänner. Serien handlar om bland annat att flickorna tävlar mot M&M's i olika sammanhang. M&M's består av Marco, Michael och Matthew, som alltid försöker förstöra det roliga för flickorna.
Huvudpersoner
- Francesca "Frankie" Thomas (Caitlin Stasey)
- Rosie Cartwright (Eliza Taylor-Cotter)
- Felicity "Fliss" Sidebotham (Ashleigh Chisholm)
- Kendra "Kenny" Tam (Hannah Wang)
- Lyndsey "Lyndz" Collins (Basia A'Hern)

Återkommande personer
- Matthew McDougal (Ryan Corr)
- Marco de Peiri (Stefan La Rosa)
- Michael Collins (Blake Hampson)
- Alana (Ashleigh Brewer)
- Sara (Annaleise Woods)

### Andra säsongen
I andra säsongen av Pyjamasklubben får man följa med Frankies kusin Charlie och hennes vänner: Tayla (Modeguden), Jess (Den konstnärliga), Maddy (sportälskaren) och Brooke (datasnillet). Det finns två flickor som alltid bråkar med flickorna och som skulle göra vad som helst för att gå med i klubben. Dessa två flickor är den bortskämda som får allt hon vill Crystal, och hennes ”assistent” och enda vän Caitlin. Det finns tre pojkar som alltid försöker ställa till med trubbel för flickorna och bråka med dem och de heter Jason, Simon och Declan som flickorna kallar för ”pappskallarna”.
Huvudpersoner
- Charlotte "Charlie" Anderson (Morgan Griffin)
- Madeleine "Maddy" Leigh (Emmanuelle Bains)
- Tayla Kane (Rachel Watson)
- Brooke Webster (Katie Nazer-Hennings)
- Jessica "Jess" Philips (Monique Williams)

Återkommande personer
- Jason Block (James Bell)
- Simon Webster (Nathan Coenen)
- Declan (Shannon Lively)
- Krystal Beasley (Julia O'Connor)
- Caitlyn (Ruby Hall)